# Beryllonit
Beryllonit – minerał, jego nazwa związana jest z obecnością berylu w minerale. Odkryty w 1888 roku przez Jamesa Dwighta.

## Charakterystyka

### Właściwości
Składa się w 24,41% z Na2O, 19,7%z BeO i w 55,89% z P2O5.
Tworzy kryształy słupkowe, tabliczkowe, grubotabliczkowe, soczewkowate, sześciokątne trojaki lub bipiramidalne, narosłe i wrosłe. Niekiedy tworzy zbliźniaczenia. Jest minerałem przezroczystym. Występuje tylko jako grupa kryształów.
Inne właściwości:
- widmo absorpcyjne: nie diagnostyczne[1]
- luminescencja: brak[4]
- inkluzje: puste kanaliki i inkluzje ciekło-gazowe uporządkowane zgodnie z osią krystalograficzną kryształu

### Występowanie
Jest minerałem pegmatytowym (głównie alkaicznych) występującym bardzo rzadko, zwykle w postaci bezbarwnych lub białych kryształów. Występuje także w zasobnych w beryl skarnach i granitach.
Współwystępuje z apatytem, turmalinem, elbaitem, fluorapatytem, brazylianitem, albitem, kwarcem, muskowitem, berylem, kasyterytem, kwarcem dymnym i fenakitem.
Miejsca występowania: USA (Maine), Finlandia, Zimbabwe, Brazylia, Afganistan, Kanada, Chiny, Czechy, Francja, Pakistan, Portugalia, Wielka Brytania i Szwecja.

### Zastosowanie
W jubilerstwie bardzo rzadko. Szlifowane kamienie mogą osiągać masę 5 ct. Większe okazy są słabo przeświecające.